# Johann Heinrich Blasius
Johann Heinrich Blasius (7. říjen 1809 – 26. květen 1870) byl německý ornitolog. Roku 1836 se stal ředitelem muzea v Braunschweigu. Je autorem knih Fauna der Wirbelthiere Deutschlands (1857) a Die irbelthiere Europa's (1840) (spolu s A. Keyserlingem).
Jeho syn, Wilhelm Blasius, byl taktéž ornitolog.

## Dílo
- 1840: Die Wirbelthiere Europa’s. (s Alexandrem Keyserlingem).
- 1844: Reise im europäischen Rußland in den Jahren 1840 und 1841. 2 Bände.
- 1857: Naturgeschichte der Säugethiere Deutschlands. Auch Fauna der Wirbelthiere Deutschlands.